# Campanya de Boston
La campanya de Boston va ser la campanya que va iniciar la Guerra de la Independència dels Estats Units. Va començar a la província de la Badia de Massachusetts amb les batalles de Lexington i Concord el 19 d'abril de 1775, en les quals les milícies colonials locals van interceptar un intent del govern britànic de confiscar els magatzems i capturar els caps militars a Concord. Tota l'expedició britànica va patir importants baixes durant la retirada a Charlestown contra un nombre cada vegada major de milicians.
Posteriorment, les forces milicianes acumulades van envoltar la ciutat de Boston, començant així el setge de Boston. La principal acció durant el setge, la batalla de Bunker Hill el 17 de juny de 1775, va ser un dels encontres més sagnants de la guerra i va resultar una victòria pírrica britànica. També hi va haver nombroses escaramusses prop de Boston i les seves zones costaneres, que van suposar pèrdues de vides i de subministraments militars.
El juliol de 1775, George Washington va prendre el comandament de la milícia muntada i la va transformar en un exèrcit més coherent. El 4 de març de 1776, l'exèrcit colonial va fortificar Dorchester Heights amb canons capaços d'arribar a Boston i els vaixells britànics del port. L'estat de setge (i la campanya) van acabar el 17 de març de 1776, amb la retirada definitiva de les forces britàniques de Boston. Avui dia, Boston celebra el 17 de març com el Dia de l'Evacuació.

## Rerefons
El 1767, el Parlament britànic va aprovar les Lleis Townshend Actes, que imposaven drets d'importació sobre el paper, el vidre, la pintura i altres articles comuns importats a les colònies americanes. Els Fills de la Llibertat i altres organitzacions de patriotes van respondre amb diverses accions de protesta. Van organitzar boicots a les mercaderies sotmeses a impostos i van assetjar i amenaçar el personal de duanes que cobrava els drets, molts dels quals eren corruptes o relacionats amb líders provincials. Francis Bernard, aleshores governador de la província de la Badia de Massachusetts, va sol·licitar a les forces militars protegir els oficials del rei. A l'octubre de 1768, les tropes britàniques van arribar a la ciutat de Boston i van ocupar la ciutat. Les tensions van provocar la massacre de Boston el 5 de març de 1770 i el motí del te de Boston el 16 de desembre de 1773.
En resposta al motí del te i altres protestes, el Parlament va promulgar les Lleis Intolerables per castigar les colònies. Amb la Llei del Govern de Massachusetts de 1774, va abolir efectivament el govern provincial de Massachusetts. El general Thomas Gage, que ja era comandant en cap de les tropes britàniques a Amèrica del Nord, també va ser nomenat governador de Massachusetts i va ser encarregat pel govern del rei Jordi d'executar l'autoritat reial en la problemàtica colònia. No obstant això, la resistència popular va obligar els oficials reials recentment nomenats a Massachusetts a renunciar o a buscar refugi a Boston. Gage comandà quatre regiments de regulars britànics (uns 4.000 homes) des del seu quarter general a Boston, però el camp estava controlat en gran manera per simpatitzants patriotes.

## Comença la guerra

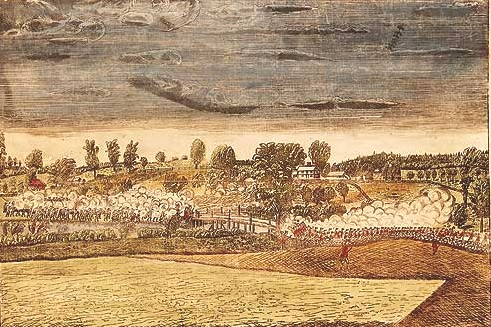
Gravat d'Amos Doolittle de 1775 que descriu part de l'acció al Pont Nord de Concord

L'1 de setembre de 1774, soldats britànics van treure la pólvora i altres subministraments militars en una incursió sorpresa a un magatzem de pólvora a prop de Boston. Aquesta expedició va alarmar el camp, i milers de patriotes nord-americans van entrar en acció, enmig dels rumors que la guerra havia arribat. Tot i que es va demostrar que era una falsa alarma, aquest esdeveniment –conegut com l'alarma de la pólvora– va fer que tots els afectats passessin amb més cura els dies següents i, essencialment, van proporcionar un «assaig general» per al que esdevindria set mesos després. En part com a resposta a aquesta acció, els colons van treure subministraments militars de diversos forts a Nova Anglaterra i els van distribuir entre les milícies locals.
La nit del 18 d'abril de 1775, el general Gage va enviar 700 homes a requisar municions emmagatzemades per la milícia colonial a Concord. Diversos genets, entre els quals Paul Revere, van alertar el camp i, quan les tropes britàniques van entrar a Lexington el matí del 19 d'abril, van trobar 77 milicians formats al comú del poble. Després d'un intercanvi de trets en el que van morir vuit milicians, la milícia colonial es va dispersar superada i els britànics van passar a Concord. A Concord, les tropes van buscar subministraments militars, però van trobar-ne relativament pocs, ja que els colons havien rebut avisos que podria ocórrer una expedició d'aquestes i havien adoptat mesures per ocultar molts dels subministraments. Durant la recerca, es va produir un enfrontament al Pont Nord. Una petita companyia de tropes britàniques va disparar contra una columna molt més gran de milícies colonials, que va retornar el foc i va fer retrocedir els britànics fins al centre del poble, on es van unir a les altres tropes. Quan els «casaques roges» (com s'anomenava als soldats britànics) van començar la marxa de retorn a Boston, diversos milers de milicians es van aplegar per la carretera. Es va produir una lluita i el destacament britànic va patir molt abans d'arribar a Charlestown. Amb la batalla de Lexington i Concord, el «tret que es va sentir arreu del món», la guerra havia començat.